# Церковь Спаса Нерукотворного Образа (Воронеж)
Церковь Спаса Нерукотворного Образа — православный храм в Воронеже. Относится к Воронежской епархии.
Здание храма состоит из частей, построенных в различное время. Объёмы середины XVIII века выполнены в формах барокко. Пристройки XIX века выдержаны в формах русско-византийской архитектуры, стилизующей древнерусские формы. Храм увенчан двумя куполами: над главным приделом — высотой 23,53 м и над колокольней — высотой 28,8 м.
Решением облисполкома № 246 от 21.04.1983 церковь состоит на учёте как памятник архитектуры и является объектом культурного наследия областного значения.

## История
Первое упоминание о находящейся в «воронежском кремле» церкви относится к 1676 году. Именовалась она тогда «Преображения Господа нашего Иисуса Христа». Архимандрит Димитрий (Самбикин) считал, что Спасская церковь выстроена вместо неё. По другой версии, Преображенская церковь уже в ту пору называлась Спасской. Об этом отмечено в статье о храме в «Воронежской старине» издания Воронежского Церковного Историко-Археологического Комитета за 1905 год. Церковь также упоминается в Переписной книге Воронежского уезда 1678 года:
Церковь Преображения Господа нашего Иисуса Христа да придел великого чудотворца Николая. А у церкви во дворе поп Артемей Тимофеев, у него же попа живет на купленном месте портной мастер Дмитрейко Родионов.
В 1741 году священник Михаил Феоктистов обратился к епископу Иоакиму с просьбой разрешить построить «наместо обветшавшей деревянной церкви всемилостивого Спаса каменную во имя же всемилостивого Спаса». Спустя год прихожанами начался сбор «храмосозидательных» средств на строительство новой каменной церкви и в 1744 году благословением нового иерарха, Феофилакта, был заложен первый камень. Работы шли неспешно, и 11 ноября 1750 года епископ освятил придел во имя святого Николая Чудотворца. Сама же церковь Спаса Нерукотворного Образа была завершена в 1755 году. Немного позже в церкви был возведен ещё один придел — во имя Смоленской иконы Божией Матери.
В XIX веке храм пришлось несколько раз перестраивать. В 1841 году была расширена трапезная с алтарями, переделаны её своды. В 1851 году был выстроен новый главный алтарь. В 1854 году в старой колокольне обнаружились опасные трещины, угрожавшие обвалом. Работы по переустройству были поручены военному инженеру Егору Харитоновичу Гиацинтову, предложившему возвести заново четырёхъярусную колокольню и вынести приделы из трапезной к главному алтарю. Его проект, после доработки в строительном ведомстве в Москве, был утвержден самим императором Александром II в 1857 году. Церковь была перестроена, но не полностью: колокольня была снижена и в итоге оказалась двухъярусной. По обе стороны её первого яруса пристроили караулку и кладовую, при входе — паперть. Позднее вокруг церкви была возведена ограда, в 1880 году установлены новые иконостасы. В конце XIX века, на деньги местных купцов, рядом с церковью была построена небольшая каменная богадельня. Была открыта приходская школа грамоты. В начале XX века приход церкви насчитывал более сотни дворов.
В начале 1930-х годов храм был закрыт, здание использовалось как хранилище документов госархива и только в конце 1993 года Спасская церковь была возвращена епархии. 19 ноября 1995 года в храме состоялась первая служба. В июле 1997 года, во время земляных работ, на территории церкви были обнаружены останки жертв красного террора. В настоящее время продолжается возрождение храма, восстанавливается иконостас, обустроен придел во имя Смоленской иконы Божией Матери. При храме действуют воскресная и музыкальная школы, православная библиотека.
- Дополнительные фотоматериалы с Викисклада